# Jean Benoist
Pour les articles homonymes, voir Benoist.
Jean Benoist, né le 24 novembre 1929, est  médecin et anthropologue. Successivement chef de laboratoire des Instituts Pasteur d'outre-mer, puis professeur à l'université de Montréal et à celle d'Aix-en-Provence, il a travaillé sur les sociétés créoles, en particulier dans les départements d'outre-mer français de la Martinique et de La Réunion, et à l'île Maurice. Il y a étudié les sociétés de plantation et les formes de l'hindouisme implanté dans les îles (Antilles, Mascareignes) par les travailleurs immigrés au XIXe siècle.
Il a contribué au développement de l'anthropologie au Québec et à la connaissance des structures sociales et culturelles des sociétés créoles, et en particulier de leur rapport au religieux, mais aussi à la compréhension des rapports entre les pratiques médicales et la culture : une part importante de ses travaux porte aussi sur l'anthropologie médicale, qu'il a enseignée à Aix-en-Provence de 1981 à 2000.
Il a aussi créé le Centre de Recherches Caraïbes de l'Université de Montréal et l'association AMADES (anthropologie médicale appliquée au développement et à la santé).

### Livres
- Esquisse d'une biologie de l'homme social, Presses de l'Université de Montréal, 1968
- Les Martiniquais, anthropologie d'une population métissée Paris, Masson, 1964
- Les Antilles (1978)
- "Kirdi au bord du monde, Paris, Julliard, l957, 227 p.
- "L'Archipel inachevé, culture et société aux Antilles françaises, Presses de l'Université de Montréal, 1972, 354 p.
- "Un développement ambigu, Saint-Denis de la Réunion, FRDOI, 1983, 195 p.
- "Paysans de la Réunion, Aix/Paris, PUAM/CNRS, 100 p.
- "Anthropologie médicale en société créole, 1993, Paris, P.U.F., 286 p.
- "Hindouismes créoles, 1998, C.T.H.S., Paris, 305 p.
- "Claude Pairault et Jean Benoist, Portrait d'un Jésuite en anthropologue, Paris, Karthala, 2001
- "Petite bibliothèque d'anthropologie médicale, vol.1, Aix-en-Provence, Amades, 2002
- "L’Inde dans les arts de la Guadeloupe et de la Martinique (en coll.), Ibis Rouge
- "Petite bibliothèque d’anthropologie médicale, vol .2, 2008 Chicoutimi (Canada), Les classiques des sciences sociales
- "Norbert Rouland et Jean Benoist Voyages aux confins du droit, Aix-en-Provence, Presses Universitaires d'Aix Marseille, 2012
- Petite bibliothèque d’anthropologie médicale, vol 4, 2024 Chicoutimi (Canada), Les classiques des sciences sociales
- Chronique d'un lieu de pensée, Ibis rouge

### Direction d'ouvrages collectifs
- "Soigner au pluriel. Essais sur le pluralisme médical, Paris, Karthala, 520 p., 1996
- "J.Benoist, A. Desclaux éd. Anthropologie et sida. Bilan et perspectives, Paris, Karthala, 360 p., 1996
- "R. Massé, J. Benoist éd. Convocations thérapeutiques du sacré. Paris, Karthala, 493 p., 2002
- "M-C. Diop, J. Benoist, L’Afrique des associations Paris, Karthala, 2007

## Source
- Joseph J. Levy, Entre les corps et les Dieux. Entretiens avec Jean Benoist. Itineraires anthropologiques (2000) Éditions Liber, Montréal